# Thermodesulfobacteriota
Embranchement
Synonymes
- Thermodesulfobacteraeota Oren et al. 2015
- Thermodesulfobacteria Garrity and Holt 2001
- Thermodesulfobacteriota Whitman et al. 2018

Les Thermodesulfobacteriota représentent un phylum de bactéries thermophiles sulfato-réductrices contenant au moins la classe Thermodesulfobacteria.

## Historique
En 2001, Garrity et Holt décrivent le phylum des Thermodesulfobacteria dans le Bergey's Manual of Systematic Bacteriology mais celui-ci n'est pas publié de manière valide. Ce taxon a été republié en 2021 avec une modification de son nom en Thermodesulfobacteriota pour se conformer aux règles de Nomenclature  de l'ICSP en maintenant l'autorité d'invention à Garrity et Holt mais avec la date de validation de 2021.

## Taxonomie

### Étymologie
L'étymologie du phylum Thermodesulfobacteriota est la suivante : Ther.mo.de.sul.fo.bac.te.ri.o’ta N.L. neut. n. Thermodesulfobacterium, genre type du phylum; N.L. neut. pl. n. suff. -ota, suffixe utilisé pour définir un phylum; N.L. neut. pl. n. Thermodesulfobacteriota, le phylum des Thermodesulfobacterium,.

## Liste des classes
- Thermodesulfobacteria Hatchikian et al. 2002
- Des bactéries non classées dont le genre Thermosulfuriphilus Slobodkina et al. 2017[4].